# Ülvi Rəcəb

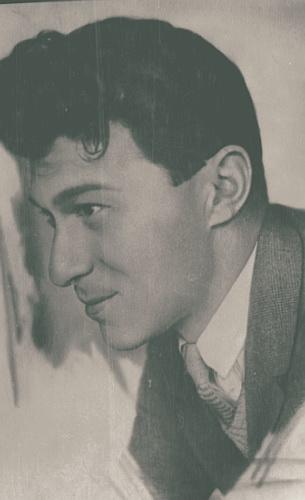
Ülvi Rəcəb

Ülvi Rəcəb, eigentlich Ülvi Rəcəb Molla oğlu Şaşıqzadə (eingedeutscht Ülwi Radschab; * 9. Januar 1903 in Batumi, Gouvernement Kutaissi, Russisches Kaiserreich; † 2. Januar 1938 in Baku, Aserbaidschanische SSR, UdSSR) war ein aserbaidschanischer Schauspieler.

## Leben
Rəcəb hatte adscharische, türkische und georgische Wurzeln. Bereits mit 15 Jahren spielte er in der aserbaidschanischen Theatertruppe unter der Leitung von Hüseyn Ərəblinski. Ab 1922 trat er am staatlichen aserbaidschanischen Dramatheater in Tiflis auf.
1925 zog Rəcəb nach Baku und wurde in kürzester Zeit zum führenden Schauspieler des Aserbaidschanischen Dramatheaters (heute Staatliches akademisches nationales Dramatheater von Aserbaidschan). Einer seiner Förderlehrer war Abbas Mirsa Scharifsade. Am 25. April 1933 wurde Rəcəb für seine Verdienste bei der Entwicklung der Theaterkunst in Aserbaidschan mit dem Titel „Verdienter Künstler der Aserbaidschanischen SSR“ ausgezeichnet.
Auf dem Höhepunkt stalinistischer Säuberungen wurde Rəcəb im Jahr 1937 wegen "konterrevolutionärer Aktivitäten" festgenommen und angeklagt. Das Militärkollegium des Obersten Gerichtshofs der UdSSR verurteilte ihn nach einem Schauprozess zum Tode. Am 2. Januar 1938 wurde Rəcəb in Baku erschossen. Am 7. Dezember 1955 wurde das Urteil mangels fehlender Beweislage posthum aufgehoben.

## Sonstiges

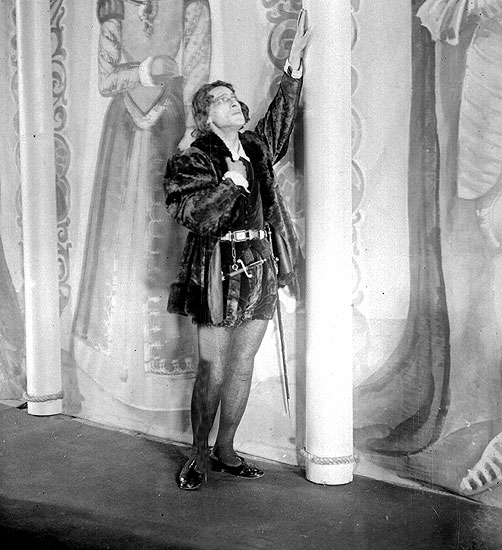
Rəcəb als "Hamlet"

In seiner schauspielerischen Laufbahn schuf Rəcəb die Rollen ausländischer Klassiker wie die von Othello, Hamlet, Romeo (von Shakespeare) und Franz Moor („Die Räuber“ von Schiller). Zu seinen besten Rollen in der russischen und nationalen Dramaturgie zählen Satin („Nachtasyl – Szenen aus der Tiefe“ von Maxim Gorki), Krechet („Platon Krechet“ von Oleksandr Kornijtschuk), Sijawusch im gleichnamigen Stück von Hüseyn Cavid, sowie Jaschar von Cəfər Cabbarlı.